# Львівська обласна організація НСПУ
Львівська обласна організація Національної спілки письменників України — добровільна творча спілка поетів, прозаїків, драматургів, критиків і перекладачів Львівської області.

## Історія
Львів, будучи з часів Івана Франка осередком української культури, у першій чверті ХХ століття вів насичене літературне життя. До Першої світової війни заявило про себе літературне угруповання «Молода муза», учасники якого Петро Карманський, Василь Пачовський, Степан Чарнецький, Богдан Лепкий, Михайло Яцків задекларували поширення модернізму в українській літературі. Діяло «Товариство прихильників літератури і штуки». У міжвоєнне двадцятиліття функціонувала створена 1922 року літературна група «Митуса» і її учасники, недавні січові стрільці Василь Бобинський, Роман Купчинський, Олесь Бабій, Юрій Шкрумеляк, видавали однойменний щомісячний літературно-мистецький альманах.
Літературні групи й організації 1920-1930-х років мали свої друковані органи або ж самі гуртувалися навколо них: націоналістична — навколо журналу «Літературно-науковий вісник» (з 1933 року на чолі з Дмитром Донцовим); католицька, заснована на засадах християнської етики, з журналом «Дзвони» під опікою митрополита Андрея Шептицького; «ліберальна» група «Назустріч», виразниками ідей якої були Михайло Рудницький і Святослав Гординський; та у 1927—1932 роках угруповання письменників комуністичної орієнтації «Горно» (Степан Тудор, Олександр Гаврилюк, Ярослав Галан) з друкованим органом «Вікна». Втім, базою для створення Спілки стало Товариство письменників і журналістів імені Івана Франка (ТОПІЖ), яке проіснувало з 1925 до 1939 року.
Попередницю організації — Львівську обласну організацію Спілки радянських письменників України засновано на початку Другої світової війни, 1939 року, після вступу радянських військ до Львова. Тоді до міста літаком навіть було доправлено оргкомітет. На той час багато українських і польських письменників емігрувало на Захід, натомість із Польщі прибували єврейські письменники, рятуючись від німецьких репресій, і українські письменники зі Сходу України, які й очолили процес.
Організатором Львівського осередку СПУ був Петро Панч, першим головою — Олекса Десняк, який став і головним редактором створеного в 1940 р. журналу «Література і мистецтво».
15, 16 і 18 вересня 1940 року у Львові відбувалися засідання поширеної президії Спілки. Головував Олександр Корнійчук. Членами були Микола Бажан, Яків Городской, Андрій Головко, Юрій Кобилецький, Іван Ле, Андрій Малишко, Петро Панч, Натан Рибак, Максим Рильський, Михайло Тардов, Павло Усенко, Ісаак Фефер. У засіданнях брали участь також Кирило Студинський і представники Оргкомітету письменників Львова на чолі з головою Олексою Десняком.
До Спілки радянських письменників України було прийнято 58 місцевих літераторів: Ізраель Ашендорф, Ян Бжоза, Н. Бліц, Нахум Бомзе, Єжи Борейша, Адам Важик, Ванда Василевська, Станіслав Василевський, Ірина Вільде, Бруно Вінавер, Михайло Возняк, Андрій Волощак, Олександр Гаврилюк, Ярослав Галан, Григорій Гануляк, Зузанна Ґінчанка, Р. Грін, Галина Гурська, Александер Дан, Тадеуш Бой-Желенський, Петро Карманський, Альтер Кацизне, Давид Кенігсберг, Іван Керницький, Юліуш Кляйнер, Петро Козланюк, Філарет Колесса, Ярослав Кондра, Р. Корна, Уляна Кравченко, Теодор Курпіта, Василь Левицький-Софронів, Станіслав Єжи Лец, Микола Мельник, Богдан Нижанківський, Леон Пастернак, Василь Пачовський, Єошуа Перле, Єжи Путрамент, Юліан Пшибось, Вільгельм Раорт, Адольф Рудницький, Михайло Рудницький, Влодзімеж Слободнік, Кирило Студинський, Василь Ткачук, Степан Тудор, Леон Хвістек, Ярослав Цурковський, Степан Чарнецький, Володимир Шаян, Ельжбета Шемплінська, Луціан Шенвальд, Л. Шерляг, Юрій Шкрумеляк, Василь Щурат, Мечислав Яструн, Михайло Яцків.
18 вересня відбулися загальні збори львівських радянських письменників, на яких обрано правління львівської організації Спілки Радянських Письменників України в складі 11 чоловік: відповідальний секретар — Олекса Десняк; члени: Ванда Василевська, Ірина Вільде, Олександр Гаврилюк, Р. Грін, Тадеуш Бой-Желенський, Петро Карманський, Давид Кенігсберг, Леон Пастернак, Степан Тудор, Ельжбета Шемплінська.
Тоді ж в аннали історії були записані Владислав Броневський, Александер Ват, Вацлав Ґрубінський, Ялю Курек, Кароль Курилюк, Денис Лукіянович, Тарас Мигаль, Гермінія Наґлерова, Юзеф Нахт-Прутковський, Тадеуш Пайпер, Францішек Парецький, Йосип Позичанюк, Адам Полевка, Войцех Скуза, Анатоль Стерн, Юліан Стрийковський, Зенон Тарнавський, Агата Турчинська, Зофія Харшевська, Яків Шудріх. Всього обліковано 162 письменники.
Після війни радянську організацію поновили. Станом на квітень 1947 року вона нараховувала всього 16 письменників і 4 кандидати у члени. Основу її становили місцеві літератори, а до правління входили Петро Козланюк, Ірина Вільде, Ярослав Галан та Антон Шмигельський. У листопаді 1947 року за націоналізм зі Спілки були виключені Петро Карманський та Михайло Рудницький, членство яких поновили 1951 року. У радянську добу репресій зазнали львівські письменники, які хоч й не були тоді спілчанами, Михайло і Богдан Горині, Михайло Косів, Михайло Осадчий у 60-ті, згодом Ірина і Ігор Калинці.
Якщо за даними довідника за 1997 рік на обліку в організації перебували 90 письменників, то вже через вісім років майже вдвічі більше — понад 160. Проте за цей час відійшли у засвіти Дмитро Герасимчук, Галина Гордасевич, Мирослава Гурладі, Георгій Книш, Йосип Кобів, Олександр Лізен, Оксана Сенатович, Микола Тарновський, Роман Федорів, Микола Красюк, виїхали за межі з України Марія Шунь і Володимир Олейко.
У 2018 році на обліку перебувало 167 членів, серед них чинні лауреати Національної премії імені Тараса Шевченка Роман Горак, Галина Пагутяк та Маріанна Кіяновська.
Організацією видано кілька бібліографічних покажчиків («Письменники радянського Львова» (1960), що налічував 29 імен, два видання «Письменники Львівщини» (1997, 2005)), засновано 5 літературних премій, а саме: Міжнародна літературна премія рукописів прози «Крилатий Лев»; всеукраїнські ім. Ірини Вільде (за книгу прози), ім. Катерини Мандрик-Куйбіди (за збірку патріотичної поезії), ім. Романа Гамади (за книжку перекладів); та Обласна премія «Львівська слава» у номінаціях:; «Поезія» ім. Маркіяна Шашкевича, «Проза» ім. Богдана Лепкого, «Драматургія» ім. Бориса Романицького та «Літературознавство, критика й переклади» ім. Михайла Возняка. Впроваджено відзнаку «Подяка» для партнерів організації.

## Голови Львівської обласної організації НСПУ
- Олекса Десняк 1939—1941
- Петро Козланюк 1944—1965
- Ірина Вільде 1965—1966
- Ростислав Братунь 1966—1979
- Роман Лубківський 1980—1992
- Левко Різник 1993—2005
- Марія Якубовська 2006—2011
- Роман Іваничук почесний голова, Ярослав Камінецький робочий голова 2011—2015
- Ігор Гургула 2015—2020
- Олесь Дяк з листопада 2020

## Склад
| №  | ПІБ                            | Набуття          | Скасування |
| -- | ------------------------------ | ---------------- | ---------- |
| 1  | Петро Козланюк                 | 1944             | 1965       |
| 2  | Ірина Вільде                   | 1965             | 1966       |
| 3  | Ростислав Братунь              | 1966             | 1979       |
| 4  | Роман Лубківський              | 1980             | 1992       |
| 5  | Левко Різник                   | 1993             | 2005       |
| 6  | Марія Якубовська               | 2006             | 2011       |
| 7  | Камінецький Ярослав Григорович | 2011             | 2015       |
| 8  | Роман Іваничук                 | 2011(почесний)   |            |
| 9  | Гургула Ігор Васильович        | 2015             | 2020       |
| 10 | Дяк Олесь Михайлович           | з листопада 2020 |            |

| Склад | Склад                                                           | Склад          | Склад                    |
| №     | ПІБ                                                             | Вступ          | Вибуття                  |
| ----- | --------------------------------------------------------------- | -------------- | ------------------------ |
| 1     | Андрусів Стефанія Миколаївна                                    | 14.12.1988     | 11.08.2018               |
| 2     | Антонишин Світлана Володимирівна                                | 05.11.1999     | 10.02.2023               |
| 3     | Баган Олег Романович                                            | 05.10.2014     |                          |
| 4     | Бандурович Ірина Романівна                                      | 25.04.2013     | 03.03.2025               |
| 5     | Барандій Марія Григорівна                                       | 18.09.1984     |                          |
| 6     | Батіг Микола Іванович (о. Мелетій)                              | 06.03.2018     |                          |
| 7     | Бачинський Роман Євгенович                                      | 17.02.2004     | 03.10.2008               |
| 8     | Бенедишин Любов Євгенівна                                       | 29.05.2006     |                          |
| 9     | Бернакевич Леся Євстахіївна                                     | 02.09.2003     |                          |
| 10    | Биньо Володимир Ярославович                                     | 15.02.2012     |                          |
| 11    | Бігун Оксана Григорівна                                         | 31.10.2019     |                          |
| 12    | Білий Дмитро Дмитрович                                          | 31.10.2019     |                          |
| 13    | Білінчук Богдан Михайлович                                      | 18.10.2018     |                          |
| 14    | Бічуя Ніна Леонідівна                                           | 08.10.1969     |                          |
| 15    | Бойко (Галущак) Надія Михайлівна                                | 18.10.2018     |                          |
| 16    | Божик Євгенія Дмитрівна                                         | 11.01.1978     | 22.11.2012               |
| 17    | Бондаренко Володимир Данилович                                  | 29.09.1994     | 23.04.2019               |
| 18    | Британ Богдан Йосипович                                         | 03.03.2017     |                          |
| 19    | Буличова Ангеліна Олександрівна                                 | 27.11.1975     | 16.11.2013               |
| 20    | Вакалюк-Дорошенко Марія Іванівна                                | 29.01.1982     | 19.11 2017               |
| 21    | Вархол Роман Степанович                                         | 31.10.1994     |                          |
| 22    | Васянович Григорій Петрович                                     | 26.10.2023     |                          |
| 23    | Вівчар Ганна Миколаївна                                         | 16.04.1992     | 23.12.2023               |
| 24    | Вікторова (Шафранська) Тетяна Вікторівна                        | 03.12.2015     |                          |
| 25    | Вовк Ірина Валентинівна                                         | 17.05.1994     |                          |
| 26    | Вовк Ольга Олегівна                                             | 31.10.2019     |                          |
| 27    | Воловець Лев Іванович                                           | 29.05.1997     | 08.04.2023               |
| 28    | Волосецька (Аль-Коні) Яніна Михайлівна                          | 21.10.2005     |                          |
| 29    | Габлевич Марія Богданівна                                       | 14.03.1989     |                          |
| 30    | Гавдьо Ігор Романович                                           | 21.12.2023     |                          |
| 31    | Галета Олена Ігорівна                                           | 29.05.1997     |                          |
| 32    | Гамада Роман Романович                                          | 15.12.2008     | 27.01.2016               |
| 33    | Гануліч Володимир Костянтинович                                 | 30.01.2001     |                          |
| 34    | Ганущак Олег Ярославович (Лесь Ганущак-Берестовський)           | 08.04.2016     |                          |
| 35    | Гентош Іван Михайлович                                          | березень 2015? |                          |
| 36    | Гера Ірина Григорівна                                           | 31.10.2019     |                          |
| 37    | Герман Сергій Михайлович                                        | 31.10.2019     |                          |
| 38    | Гладка Зоряна Орестівна                                         | 29.05.1997     | 31.07.2017               |
| 39    | Гнатів Микола-Ярослав Миколайович                               | 30.09.1997     | 11.07.2015               |
| 40    | Горак Роман Дмитрович                                           | 11.01.1988     |                          |
| 41    | Горбенко Любов Іванівна                                         | 22.01.1979     |                          |
| 42    | Гордон Олександр Богданович                                     | 30.09.1997     |                          |
| 43    | Городницький Анатолій Володимирович                             | 17.04.2007     |                          |
| 44    | Грешко Юрій Васильович                                          | 05.03.2020     |                          |
| 45    | Грунська Тетяна Аврамівна                                       | 07.02.2011     |                          |
| 46    | Грущак Андрій Федорович                                         | 23.09.2010     | 01.09.2021               |
| 47    | Губка Іван Михайлович                                           | 17.02.2004     | 11.08.2014               |
| 48    | Гунька-Маїк Оксана Володимирівна                                | 26.10.2023     |                          |
| 49    | Гургула Ігор Васильович                                         | 23.04.1998     | виключений 2020          |
| 50    | Гурей Тетяна Андріївна                                          | 16.10.2013     |                          |
| 51    | Гущак Іван Васильович                                           | 11.04.1975     | 09.09.2011               |
| 52    | Данилевська-Милян Мирослава Володимирівна                       | 06.03.2018     |                          |
| 53    | Демидюк Лілія Мирославівна                                      | 23.10.2012     | виключена 2023           |
| 54    | Дідула Володимир Петрович                                       | 03.12.2015     |                          |
| 55    | Дідула Роман Теодорович                                         | 12.09.1983     | 07.01.2022               |
| 56    | Дмитрів Ярослава Петрівна                                       | 30.06.2005     |                          |
| 57    | Долик Любов Юріївна                                             | 30.06.2005     |                          |
| 58    | Дуб Олена Олександрівна                                         | 02.09.2003     | вибула, втрачено зв'язок |
| 59    | Дубас Микола Васильович                                         | 22.09.1998     | 24.02.2019               |
| 60    | Дудок Уляна Володимирівна                                       | 29.05.2006     |                          |
| 61    | Думанська Оксана Іванівна                                       | 23.09.2010     | вийшла у 10-х рр.        |
| 62    | Дяк Олесь Михайлович                                            | 10.11.1995     |                          |
| 63    | Дячишин Богдан Васильович                                       | 18.10.2018     |                          |
| 64    | Завідняк Богдан Теодорович                                      | 08.04.2016     |                          |
| 65    | Залізняк Богдан-Любомир Васильович                              | 22.09.1998     |                          |
| 66    | Захожий Володимир Васильович                                    | 21.10.2005     | 20.06.2024               |
| 67    | Зимомря Іван Миколайович                                        | 25.04.2013     |                          |
| 68    | Зимомря Микола Іванович                                         | 15.12.2008     |                          |
| 69    | Зозуляк Катерина Григорівна                                     | 06.03.1990     | 06.11.2019               |
| 70    | Зорівчак Роксолана Петрівна                                     | 25.03.1997     | 16.10.2018               |
| 71    | Іваничук (Федасюк) Наталія Романівна                            | 02.12.1993     |                          |
| 72    | Іваничук Роман Іванович                                         | 15.01.1960     | 17.09.2016               |
| 73    | Іванишин Петро Васильович                                       | 25.04.2013     |                          |
| 74    | Іванів-Вакуленко Ольга Іванівна                                 | 31.10.2019     |                          |
| 75    | Ільницький Микола Миколайович                                   | 26.01.1967     |                          |
| 76    | Іспас-Трайста Лариса Михайлівна                                 | 25.10.2019     |                          |
| 77    | Калиновська Наталія Леонідівна                                  | 05.03.2020     |                          |
| 78    | Каліка Володимир Петрович                                       | 26.05.1981     | 29.11.2018               |
| 79    | Камінецький Ярослав Григорович                                  | 22.09.1998     | 13.09.2019               |
| 80    | Канич Анна Михайлівна                                           | 20.06.2003     |                          |
| 81    | Качурівський Роман Миколайович                                  | 28.05.1974     | 28.08.2009               |
| 82    | Квітневий (Іванців) Роман Семенович                             | 31.10.2019     |                          |
| 83    | Квітневий Володимир Миколайович                                 | 17.02.2004     | 2022                     |
| 84    | Кепич Володимир Тарасович                                       | 24.09.2009     |                          |
| 85    | Кирилов Юрій Володимирович                                      | 21.10.1986     | 18.07.2017               |
| 86    | Кіс (Боса) Ольга Володимирівна                                  | 25.01.2000     |                          |
| 87    | Кіяновська Маріанна Ярославівна                                 | 06.06.2000     |                          |
| 88    | Ковалик Надія Йосипівна                                         | 26.05.1981     |                          |
| 89    | Коваль Юрій Андрійович                                          | 20.01.1970     |                          |
| 90    | Коваль-Гнатів Дзвінка Юріївна                                   | 26.03.2003     |                          |
| 91    | Когут Богдан Йосипович                                          | 18.05.1999     | 16.02.2011               |
| 92    | Колодинська Людмила Семенівна                                   | 15.12.2008     |                          |
| 93    | Колодій Ілля Степанович                                         | 23.10.2012     |                          |
| 94    | Кондратенко Микола Дмитрович                                    | 12.11.1998     | 03.12.2018               |
| 95    | Коритко Роман Федорович                                         | 17.01.1990     | 23.04.2024               |
| 96    | Косановська Ліліана Романівна                                   | 26.06.1997     |                          |
| 97    | Косів Михайло Васильович                                        | 05.05.1988     |                          |
| 98    | Кравець Ярема Іванович (Святослав Граб)                         | 19.11.1982     |                          |
| 99    | Кривуцький Іван Михайлович                                      | 28.02.2005     | 13.05.2009               |
| 100   | Кришталева Оксана Павлівна                                      | 29.06.2023     |                          |
| 101   | Кудлик Роман Михайлович                                         | 11.06.1965     | 21.01.2019               |
| 102   | Кузик Володимир Петрович                                        | 2015?          | ?                        |
| 103   | Кульчицький Віктор Францович                                    | 18.10.2018     |                          |
| 104   | Курташ-Карп Юлія Мар'янівна                                     | 27.10.2004     |                          |
| 105   | Куспись Світлана Анатоліївна                                    | 06.03.2018     |                          |
| 106   | Кустов Сергій Павлович                                          | 06.03.2018     | 03.12.2023               |
| 107   | Кушнір Ольга Ярославівна                                        | 26.05.1993     | 28.02.2022               |
| 108   | Лавер Василь Олександрович                                      | 12.03.2020     | >Закарпатська ОО         |
| 109   | Левченко Олександр Миколайович                                  | 07.02.2011     |                          |
| 110   | Легкий Зіновій Миколайович                                      | 20.05.1983     |                          |
| 111   | Лещук Євгенія Степанівна                                        | 09.12.1993     | 31.12.2010               |
| 112   | Лило Василь Семенович                                           | 27.10.2016     |                          |
| 113   | Лісовецька-Пановик Галина Зенонівна                             | 31.10.2019     |                          |
| 114   | Лозова Оксана Іванівна                                          | 25.01.2000     |                          |
| 115   | Лозован Михайло Михайлович                                      | 25.04.2013     | >Київська МО             |
| 116   | Лотоцька Валентина Олександрівна                                | 31.10.2019     |                          |
| 117   | Лубківський Роман Мар'янович                                    | 2.03.1966      | 23.10.2015               |
| 118   | Людкевич (Білоус) Марія Йосипівна                               | 12.09.1983     |                          |
| 119   | Ляхович Іларій Олексійович                                      | 31.10.2019     |                          |
| 120   | Мазій Роман Михайлович                                          | 14.09.2004     |                          |
| 121   | Мазур Оксана Михайлівна                                         | 31.10.2019     |                          |
| 122   | Максимчук Оксана Святославівна                                  | 25.12.2006     |                          |
| 123   | Максимчук Святослав Васильович                                  | 29.06.2023     |                          |
| 124   | Масляник Олександр Іванович                                     | 27.10.2016     |                          |
| 125   | Матолінець Наталія Ярославівна                                  | 05.10.2014     |                          |
| 126   | Мельник Лідія Олександрівна                                     | 29.05.1997     |                          |
| 127   | Мендрунь Богдан Романович                                       | 09.12.2002     |                          |
| 128   | Месропян Анушаван Усікович                                      | 16.10.2013     |                          |
| 129   | Микита Богдана Богданівна                                       | 2020?          | ?                        |
| 130   | Михайлюк Климентій Іванович (Володимир Дуб)                     | 05.11.1999     | 18.10.2019               |
| 131   | Мориквас Надія Мирославівна                                     | 10.11.1995     |                          |
| 132   | Мохналь Марія Миколаївна                                        | 19.06.2001     |                          |
| 133   | Мочерна Вікторія Степанівна                                     | 26.06.2002     | вибула, втрачено зв'язок |
| 134   | Мудрик Світлана Ярославівна                                     | 29.05.1997     |                          |
| 135   | Мулярчук (Щепна) Ірина Олегівна                                 | 15.02.2012     | 03.04.2025               |
| 136   | Неборак Віктор Володимирович                                    | 19.03.1991     |                          |
| 137   | Негрич Микола Йосипович                                         | 03.12.2015     | 27.04.2021               |
| 138   | Нестерчук Віталій Миронович (Нестор)                            | 04.06.2009     |                          |
| 139   | Нестерчук Мирон Матвійович                                      | 12.09.1983     |                          |
| 140   | Нищук Мар'ян                                                    | 21.12.2023     |                          |
| 141   | Павличко Ярослава Йосипівна                                     | 17.02.2004     |                          |
| 142   | Павлів Леся Михайлівна                                          | 19.09.1995     |                          |
| 143   | Павлік Володимир Йосипович                                      | 21.12.2023     |                          |
| 144   | Павлюк Ігор Зиновійович                                         | 16.01.1997     | >Київська МО             |
| 145   | Павлюк Ярослав Олексійович                                      | 05.02.1991     | 02.12.2008               |
| 146   | Пагутяк Галина Василівна                                        | 14.12.1983     |                          |
| 147   | Палинський Віктор Іванович                                      | 31.10.1994     |                          |
| 148   | Пасічник (Бабійчук) Анжеліка Василівна                          | 21.10.2005     |                          |
| 149   | Пастух Роман Іванович                                           | 27.10.2004     |                          |
| 150   | Перлулайнен Лана (Жемчужіна Світлана Романівна)                 | 26.02.2002     |                          |
| 151   | Петренко Микола Євгенович                                       | 15.01.1960     | 10.10.2020               |
| 152   | Петришин Ярослав Борисович                                      | 05.10.2014     |                          |
| 153   | Пилипчук Михайло Михайлович                                     | 19.09.1995     | 14.03.2014               |
| 154   | Пігель Юлія Романівна (Рута Вітер),                             | 25.06.2008     | 14.09.2008               |
| 155   | Потупейко Михайло Миколайович,                                  | 14.05.1996     | 24.09.2007               |
| 156   | Починайко Марта Дмитрівна                                       | 17.04.2007     | 11.08.2018               |
| 157   | Прокопович Мар'яна Іванівна                                     | 19.09.2000     |                          |
| 158   | Проць Любов Іванівна                                            | 16.06.1992     |                          |
| 159   | Прухницький Василь Андрійович                                   | 05.04.2016     |                          |
| 160   | Пуляєва-Чижович Людмила Вікторівна                              | 03.12.2015     |                          |
| 161   | Радовський Володимир Сергійович                                 | 19.09.1995     |                          |
| 162   | Репета Надія Дмитрівна                                          | 27.10.2016     |                          |
| 163   | Рибчинський Олег Григорович                                     | 18.10.2018     |                          |
| 164   | Різник Левко Йосипович                                          | 26.02.1978     | 27.03.2021               |
| 165   | Романчук Олег Костянтинович                                     | 29.05.1987     |                          |
| 166   | Романюк Віктор Степанович (Степан Острозький, Віталій Барвінок) | 27.05.1974     | 30.08.2023               |
| 167   | Рудик Микола Орестович                                          | 31.10.2019     |                          |
| 168   | Рябчук Василь Петрович                                          | 04.06.2009     | 25.11.2017               |
| 169   | Савка Мар'яна Орестівна                                         | 29.05.1997     |                          |
| 170   | Савчин Іван Петрович                                            | 26.05.1993     | 20.07.2020               |
| 171   | Савчин Роксолана Григорівна                                     | 05.10.2014     |                          |
| 172   | Савчинська-Латик Теодора Петрівна                               | 17.10.2002     |                          |
| 173   | Садловський Юрій Іванович                                       | 05.10.2014     | 19.11.2018               |
| 174   | Салига Тарас Юрійович                                           | 18.01.1977     | 26.08.2023               |
| 175   | Сало Іван Андрійович                                            | 14.12.1988     | 08.02.2025               |
| 176   | Сеник Любомир Тадейович                                         | 27.10.2004     | 17.04.2021               |
| 177   | Сенчишин Ярина Богданівна                                       | 27.04.2004     |                          |
| 178   | Сергієнко Анатолій Іванович                                     | 21.03.1995     |                          |
| 179   | Сидорак Ольга Михайлівна                                        | 13.06.1995     |                          |
| 180   | Скиба Роман Степанович                                          | 06.02.1993     |                          |
| 181   | Скірська Галина Василівна                                       | 03.12.2015     |                          |
| 182   | Скуба Людмила Миколаївна                                        | 16.05.1995     | 20.08.2010               |
| 183   | Сливинський Остап Тарасович 1978                                | НСПУ           | виїхав до Польщі         |
| 184   | Смерека-Малик Оксана Степанівна                                 | 31.10.2019     |                          |
| 185   | Смоляк Богдан Федорович                                         | 26.03.2003     |                          |
| 186   | Сніжна Христина (Романяк Ніна Іванівна)                         | 23.10.2012     |                          |
| 187   | Содомора Андрій Олександрович                                   | 26.05.1981     |                          |
| 188   | Сокуров Сергій Анатолійович                                     | 28.12.1988     | з 1994 в Росії           |
| 189   | Соловчук Роман Іванович                                         | 29.05.2006     |                          |
| 190   | Старовойт Ірина Миколаївна                                      | 29.05.1997     |                          |
| 191   | Старовойт Микола Васильович                                     | 21.11.2000     | 17.08.2012               |
| 192   | Староста Марія Іванівна                                         | 05.05.2023     |                          |
| 193   | Стасів Василь Михайлович (о. Климентій)                         | 06.03.2018     |                          |
| 194   | Стельмах Богдан Михайлович                                      | 18.11.1977     |                          |
| 195   | Стефак Василь Федорович                                         | 28.05.1974     | 25.09.2023               |
| 196   | Сторож Степан Антонович                                         | 31.10.2019     | 10.09.2021               |
| 197   | Суходуб Зиновій Порфирович                                      | 25.01.2000     |                          |
| 198   | Тарнавська Мар'яна Ігорівна                                     | 16.10.2013     |                          |
| 199   | Терещук Василь Петрович                                         | 15.03.1988     |                          |
| 200   | Титикайло Євген Юрійович                                        | 28.11.1988     | 11.04.2012               |
| 201   | Тихонова Катерина Юріївна                                       | 03.12.2015     |                          |
| 202   | Трайста Михайло Гафія                                           | 06.03.2018     |                          |
| 203   | Трайста-Іспас Лариса Міхаєла                                    | 31.10.2019     |                          |
| 204   | Трач Ігор Богданович                                            | 26.06.1997     |                          |
| 205   | Трипачук Валерій Михайлович                                     | 22.01.1981     | 01.04.2013               |
| 206   | Трохим Наталія Георгіївна                                       | 29.05.2006     | виключена 2023           |
| 207   | Трунко Тарас Іванович                                           | 03.12.2015     | 04.02.2020               |
| 208   | Турбал Ніна Лук'янівна                                          | 23.03.1993     | 11.07.2014               |
| 209   | Федюк Павло Васильович                                          | 27.09.1990     | 05.06.2007               |
| 210   | Фенчак Михайло Михайлович                                       | 12.11.1998     | 30.07.2020               |
| 211   | Фиштик Йосип Іванович                                           | 05.04.2016     |                          |
| 212   | Флюнт Ігор-Северин Степанович                                   | 30.01.2001     | 15.09.2022               |
| 213   | Франків Любомир Васильович                                      | 23.03.1993     | 22.12.2018               |
| 214   | Холодюк Леся Іванівна (Федорів Леся Іванівна)                   | 17.10.2002     |                          |
| 215   | Хоркавий Роман Богданович                                       | 29.11.1994     | 19.07.2021               |
| 216   | Хоросницька Марія Василівна                                     | 1965           | 11.12.2006               |
| 217   | Чабан Василь Йосипович                                          | 27.10.2004     |                          |
| 218   | Чабан-Леус Дзвенислава Євгенівна                                | 06.03.2018     |                          |
| 219   | Чепурко Богдан Петрович                                         | 27.09.1990     | 11.02.2025               |
| 220   | Черкес Надія Дмитрівна                                          | 30.06.2005     |                          |
| 221   | Чернявський Георгій (Юрій) Йосипович                            | 24.12.2003     | 01.09.2012               |
| 222   | Чобіт Дмитро Васильович                                         | 14.09.2004     |                          |
| 223   | Чопик Григорій Зіновійович                                      | 23.10.2012     | 14.09.2023               |
| 224   | Чорпіта Наталя Тихонівна                                        | 19.06.2001     |                          |
| 225   | Чумарна (Чипурка) Марія Іванівна                                | 27.03.1984     |                          |
| 226   | Шалата Михайло Йосипович                                        | 05.11.1999     | 02.11.2020               |
| 227   | Шкраб'юк Петро Васильович                                       | 26.02.1985     |                          |
| 228   | Шунь Марія Іванівна                                             | 05.02.1993     |                          |
| 229   | Щеглюк Василь Романович                                         | 03.12.2015     |                          |
| 230   | Щуплакевич Руслан Іванович                                      | 17.01.1995     | 14.03.2014               |
| 231   | Юринець Ігор Орестович                                          | 29.11.1994     |                          |
| 232   | Яворська Ольга Йосипівна                                        | 29.05.1997     |                          |
| 233   | Якубовська Марія Степанівна                                     | 02.09.2003     | виключна в квітні 2011   |
| 234   | Яремчук Адріана Володимирівна                                   | 11.12.2001     |                          |
| 235   | Яценко Петро Олександрович                                      | 25.12.2006     |                          |

## Видання
Є співзасновником «Нової неділі» — мистецького часопису Львівщини.